# Relaciones Costa Rica-Turquía
Las relaciones Costa Rica-Turquía se refieren a las relaciones internacionales que existen entre Costa Rica y Turquía.

## Historia
Las relaciones diplomáticas entre Costa Rica y Turquía se establecieron en 1950, con la acreditación del señor Vedit Uzgoren como Ministro Plenipotenciario de ese país en Costa Rica.

## Misiones diplomáticas
- Costa Rica tiene una embajada en Ankara.[2]
- Turquía tiene una embajada en San José.[3]